# Akemi Ozaki
Akemi Ozaki (jap. 尾崎 朱美, Ozaki Akemi; * 12. Oktober 1977 in Yamakita, Ashigarakami-gun, Präfektur Kanagawa) ist eine japanische Langstreckenläuferin, die sich auf den Marathon spezialisiert hat.
2003 stellte sie als Dritte beim Kagawa-Marugame-Halbmarathon mit 1:10:31 h ihre Halbmarathon-Bestzeit auf. 2006 debütierte sie auf der vollen Distanz, kam aber zunächst beim Nagoya-Marathon nur auf den 18. Platz. Ihren Durchbruch hatte sie im selben Jahr als Zweite des Tokyo International Women’s Marathon mit einer Zeit von 2:28:51 h. 2007 wurde sie an selber Stelle Vierte in 2:28:39 und kurz danach Zweite beim Honolulu-Marathon.
2009 wurde sie zunächst beim Osaka Women’s Marathon wegen einer im Rennen zugezogenen Verletzung nur Zehnte. Einem dritten Platz beim Nagano-Marathon folgte ein zweiter beim Hokkaidō-Marathon mit dem persönlichen Rekord von 2:27:23. Im Herbst gewann sie den Athen-Marathon.
Akemi Ozaki ist 1,57 m groß und wiegt 45 kg. Die Absolventin der Juntendo University startet seit 2007 für den Second Wind AC. Seit März 2007 ist sie mit Toyoshi Ishige verheiratet. Ihre jüngere Schwester Yoshimi Ozaki gewann die Silbermedaille beim Marathon der WM 2009 in Berlin.

## Persönliche Bestzeiten
- 5000 m: 15:37,48 min, 13. Oktober 2002, Kōbe
- 10.000 m: 32:51,80 min, 20. April 2003, Kōbe
- Halbmarathon: 1:10:31 h, 2. Februar 2003, Marugame
- Marathon: 2:27:23 h, 30. August 2009, Sapporo